# Organización Internacional de Comisiones de Valores
La Organización Internacional de Comisiones de Valores (OICV) (en inglés: International Organization of Securities Commissions, IOSCO) es una organización internacional que reúne a los reguladores de valores del mundo y los mercados de futuros. Es, junto con sus organizaciones hermanas, el Comité de Basilea de Supervisión Bancaria y la Asociación Internacional de Supervisores de Seguros, en conjunto forman el Foro Conjunto de las normas internacionales de regulación financiera. Actualmente, los miembros de OICV (IOSCO) regulan más del 90 por ciento de los mercados de valores del mundo.
Formado originalmente en 1974 como la "Conferencia Interamericana de Comisiones de Valores", el nombre se cambió al actual en 1983, porque entraron por primera vez miembros no procedentes de Norteamérica ni Suramérica. (Un remanente de su origen americano es que las "lenguas oficiales" son inglés, francés, español y portugués: si bien su web está únicamente en lengua inglesa, la web de la última conferencia, la de Tel Aviv en 2009, está en los mencionados idiomas). Los miembros de OICV se dividen en tres categorías principales:
- miembros ordinarios, que deben ser las principales reguladoras de valores o mercados de futuros en una jurisdicción. Una bolsa de valores o la autoorganización de regulación puede ser un miembro ordinario, pero solo si es primario de la jurisdicción regulador de valores.Cada uno de estos miembros tiene un voto.[2]

- miembros asociados, que son valores o futuros de los reguladores en una jurisdicción, en caso de que la competencia tiene más de uno. Por ejemplo, la Commodity Futures Trading Commission y el Norte de América Asociación de Administradores de Valores de los Estados Unidos y la Comisión de Valores de Alberta y British Columbia Securities Commission de Canadá son miembros asociados de la OICV (con la Comisión de Bolsa y Valores de los EE. UU. y la Comisión de Valores de Ontario y L'Autorité des marchés financiers en Quebec están los miembros ordinarios de los Estados Unidos y Canadá, respectivamente).Los miembros asociados no tienen derecho a voto y no son elegibles para el comité ejecutivo; sin embargo, son miembros del comité de presidentes.[2]

- miembros afiliados, que incluyen bolsas de valores, organizaciones autónomas y diversas asociaciones del mercado de valores de la industria. Los afiliados no tienen voto, no son eligibles para el comité ejecutivo y no son miembros del comité de presidentes. Los miembros afiliados que son SROs, son miembros del comité consultivo SRO.[2]

En la actualidad, la OICV cuenta con 182 miembros, de los cuales 109 son miembros ordinarios, 11 son miembros asociados, y 62 miembros afiliados.

## Organización
Los miembros ordinarios y asociados de la OICV se dividen en varios comités. Estos incluyen:
- un Comité de los Presidentes, integrado por los presidentes, el director general (chairman) o la mayoría de los altos representantes de todas las comisiones de valores pertenecientes a la OICV. Es en efecto la asamblea general de la organización;

- un Comité Ejecutivo, que está formado por 19 miembros ordinarios, actuando bajo la autoridad del Comité de los Presidentes, y que actúa como el cuerpo de toma de decisiones ejecutivas de la organización;

- un Comité Técnico, con 15 miembros ordinarios y asociados procedentes fundamentalmente de las más grandes, desarrolladas e internacionalizadas economías, cuya función es la elaboración de respuestas prácticas a los principales problemas de reglamentación y estudiar posibles estándares internacionales y mejores prácticas para la normativa de mercados de valores, y

- un comité de mercados emergentes, con 80 miembros ordinarios y asociados (+ un miembro sin derecho a voto, la SEC de EE. UU.) de América Latina, Europa, África, Oriente Medio y Asia, cuya función es llevar a cabo estudios sobre estos mercados y sugerir formas de mejorarlos.

Además, la OICV cuenta con cuatro comités regionales (Europa, Inter-América, Asia-Pacífico y África-Oriente Medio), con miembros procedentes de tales regiones, y un Comité Consultivo SRO (de organizaciones autorreguladas) formado por las bolsas de valores y sociedades financieras que ofrecen cuestiones de interés para la industria financiera a otros comités de IOSCO .
OICV y sus comisiones principales también tienen numerosos sub-comités especializados (algunos permanentes, otros de duración limitada) y las task forces (grupos de tarea). El Comité Técnico de IOSCO (posiblemente más importante de su subgrupo, dada la importancia de sus miembros y su papel como cuerpo establecedor de estándares de la organización) tiene cinco sub-comités permanentes, cada uno centrado en un área particular de regulación de valores. Estos subcomités incluyen:
- Comité Permanente 1, que se centra en la contabilidad, auditoría y "disclosures" (divulgación de información, folletos...);
- Comité Permanente 2, que se centra en la regulación de las bolsas de valores;
- Comité Permanente 3, que se centra en la regulación de los intermediarios del mercado, tales como corredores de bolsa (brokers-dealers), bancos de inversión, etc;
- Comité Permanente 4, que se centra en asuntos de aplicación de leyes de valores transfronterizos, y,
- Comité Permanente 5, que se centra en la regulación de fondos mutuos y otros "regímenes de inversión colectiva".

Las comisiones principales de la OICV (Ejecutivo, Técnico y de Mercados Emergentes) normalmente se reúnen tres veces al año, en diferentes países en función de qué miembro se ha comprometido a actuar como anfitrión. La OICV también tiene una reunión anual que, además de las reuniones habituales de los comités ejecutivo, técnico y de mercados emergentes, implica también una reunión del Comité del Presidente y por lo general de dos días de mesas redondas abiertas al público y con presencia de reguladores y empresas líderes de todo el mundo. La reunión anual de 2006 fue la primera semana de junio en Hong Kong. En 2007, 2008 y 2009 las conferencias anuales de la OICV tuvieron lugar en Bombay, India, París, Francia y Tel Aviv, Israel, respectivamente. Anteriores conferencias anuales se han celebrado en Colombo, Sri Lanka, Amán, Jordania y Seúl, Corea.
Además, a partir de 2004, el Comité Técnico de IOSCO comenzó a ser anfitrión de una reunión de tipo "sólo conferencia" como una forma de suscitar el debate y el diálogo entre los líderes de los grupos regulador, universitario, inversor, y empresarial. Estas conferencias se celebran en las ciudades con los principales mercados bursátiles, en parte para facilitar la asistencia de los principales ejecutivos de negocios e inversionistas. Las conferencias del Comité Técnico suelen tener una serie de paneles de compuestos de algunos de los nombres más prominentes en la industria de valores, incluyendo los jefes de las principales bolsas de valores, actuales y antiguos presidentes de la SEC, y los ministros de finanzas del país de acogida. La primera de estas conferencias se celebró en Nueva York, mientras que la conferencia de 2005 se celebró en Fráncfort del Meno. La conferencia de 2006 del Comité Técnico se celebró en Londres en noviembre y la conferencia de 2007 del Comité Técnico se celebró en Tokio en noviembre.

## Historia
OICV nació en 1983 de la transformación de su antecesora interamericana de comisiones de valores (creada en 1974) en un órgano de cooperación verdaderamente internacional. Once agencias reguladoras de Norteamérica y Suramérica se reunieron en Quito, Ecuador en abril de 1983 para tomar esa importante decisión.
En 1984, los reguladores de valores de Francia, Indonesia, Corea y el Reino Unido fueron los primeros organismos en sumarse a los miembros desde fuera de las Américas. La Conferencia Anual de París de julio de 1986 fue la primera en tener lugar fuera del continente americano. En esa ocasión se tomó la decisión de crear una Secretaría permanente General de la Organización.
Hoy en día la OICV es reconocida como el organismo internacional que marca los estándares para los mercados de valores. Su amplia membresía (entendida como conjunto de miembros) regula más del 90% de los mercados de valores del mundo, y la IOSCO es la más importante del mundo, foro de cooperación internacional para los valores de las agencias reguladoras. Los miembros de IOSCO regulan más de cien jurisdicciones.
OICV adoptó en 1998 un amplio conjunto de objetivos y principios de Regulación de Valores (Principios de OICV), que actualmente son reconocidos como los puntos de referencia internacionales de reglamentación para todos los mercados de valores. La organización creó en 2003 una metodología comprensiva (IOSCO Principles Assessment Methodology) que permite una valoración objetiva del nivel de implementación de los principios OICV/IOSCO en las jurisdicciones de los países de sus miembros y el desarrollo de planes de acción prácticos para corregir deficiencias identificadas.
En 2002, la OICV aprobó un memorando multilateral de entendimiento (en español, MDE de la OICV, en inglés, Memorandum of Understanding, MOU, of IOSCO) para facilitar la cooperación transfronteriza y el intercambio de información entre la comunidad internacional de los reguladores de valores.
En 2005 la organización consiguió que el MDE se posicionara como referencia para la cooperación internacional entre los reguladores de valores y se marcó objetivos estratégicos claros para la rápida expansión de la red de signatarios MDE de la OICV en 2010. Se aprobó como una prioridad operativa inequívoca la implementación - en particular dentro de su amplia membresía - de los Principios de OICV y del Memorando de Entendimiento, que se consideran instrumentos principales para facilitar la cooperación transfronteriza, reducir el riesgo sistémico global, proteger a los inversores y garantizar mercados de valores justos y seguros. OICV también adoptó una política de consulta amplia destinada a facilitar su continua interacción con la comunidad financiera internacional y en particular con la industria.

## Liderazgo
La IOSCO es administrada por una Secretaría General con sede en Madrid, España. El actual Secretario General es el Sr. Paul Andrews.
El Comité Ejecutivo está presidido por la Sra. Jane Diplock, presidenta de la Comisión de Valores de Nueva Zelanda. El Comité Técnico está presidido por la Sra. Kathleen L. Casey, un comisionado de la Comisión de la Bolsa de Valores de los EE. UU.. El actual presidente del Comité de Mercados Emergentes es el Sr. Guillermo Larraín (Presidente de la Superintendencia de Valores y Seguros, Chile)
OICV también cuenta con varios comités regionales de comisiones de valores de determinadas zonas geográficas. Estos incluyen los Estados del Comité Regional África-Oriente Medio (presidido por la Sra. Daisy Ekineh de la Securites and Exchange Commission de Nigeria, quien asumió el cargo en la actuación de la capacidad después de la salida de Mallam Musa Al-Faki, al que los medios de comunicación acusaron de carecer de la inteligencia necesaria para encabezar el mercado de capital de Nigeria), Comité Regional Asia-Pacífico (presidido por Jun Kwang-Woo de la Comisión de Servicios Financieros de Corea del Sur), el Comité Regional Europeo (presidido por Eddy Wymeersch de la Banca, Finanzas y Seguros de la Comisión Nacional del Mercado de Valores de Bélgica) y el Comité Regional Interamericano (presidido por Narciso Muñoz, de la Comisión Nacional de Valores de Argentina).

## Papel (rol)
El principal objetivo de la OICV es ayudar a sus miembros a:
- cooperar juntos para promover un alto nivel de regulación a fin de mantener mercados eficientes y solventes, simplemente;
- intercambiar información sobre sus respectivas experiencias a fin de promover el desarrollo de los mercados nacionales;
- unir sus esfuerzos para establecer normas y una vigilancia eficaz de las transacciones internacionales de valores;
- proporcionar asistencia mutua para promover la integridad de los mercados mediante una aplicación rigurosa de las normas y una lucha efectiva contra los delitos.